# 마이노스 인 뉴올
마이노스 인 뉴올(Minos in Nuol)은 대한민국의 프로젝트 힙합 듀오이다. 힙합플레이야의 주도로 래퍼 마이노스와 프로듀서 뉴올이 참가하며, 2009년에 결성하여 2010년 1월 20일에 프로젝트 음반인 HUMANOID / HYPNOTICA가 출시되었다. 힙합플레이야 2010년 1월에 이달의 아티스트로 선정되기도 했다.

## 음반
- 2010년 - HUMANOID / HYPNOTICA